# Des Walker
Desmond Sinclair Walker ,mais conhecido como "Des" Walker, (Hackney, 26 de novembro de 1965), é um ex- futebolista da Seleção Inglesa que é mais lembrado por suas magias com o Nottingham Forest e Sheffield Wednesday .

## Carreira

### Nottingham Forest
Walker, um veloz e de difícil zagueiro central , foi flagrado jogando localmente em Londres e assinou o primeiro contrato com o Forest em 1980 como Jogador da base. Conhecido por não ter medo de lançar jovens na primeira equipe se eles eram bons o suficiente, o técnico do Florest Brian Clough , tentando construir uma segunda grande equipa depois de sua ter envelhecimento , deu Walker sua estréia em março 1984 com 18 anos e apenas dois meses antes da final da primeira divisão campanha na qual o Florest terminou em terceiro lugar e se classificou para a Copa da UEFA .
O Forest avançou com Walker e seus colegas jovens promovidos da base a ganhar experiencia e aplausos. 
O Desastre de Hillsborough atingiu a semana após o triunfo da Taça da Liga, no entanto, quando o florest e Liverpool se reuniu pela segunda temporada consecutiva na FA Cup , e o desastre custou a vida de 96 torcedores do Liverpool. Quando o jogo foi re-agendada, Walker lutava contra um lado triste do Liverpool, que venceu por 3-1.
No ano seguinte, o Forest ganhou seu primeiro troféu por nove temporadas, quando, com Walker novamente em excelente forma, eles venceram a Taça da Liga com uma vitória por 3-1 em Wembley sobre Luton Town . Eles também terminaram em terceiro lugar na Primeira Divisão, mas foram incapazes de competir na Taça UEFA, como a proibição de clubes ingleses nas competições europeias, decorrente da  Tragédia de Heysel em  1985, ainda teve uma temporada para ser executado
Walker recebeu medalha de sua segunda Taça da Liga quando o florest manteve o troféu em 1990, com vitória sobre o Oldham Athletic e, apesar de uma temporada da Liga decepcionante para  o Forest, Walker foi um certo nome na lista de 22 jogadores que Robson levou para a Copa do Mundo de 1990 na Itália .
Apesar clubes ingleses sendo re-admitidos para a Europa para a temporada 1990-1991 , a classificação foi inicialmente limitados, e com campeões da Copa da Liga o Forest não foi incluído, a única equipe que foi a Taça UEFA  naquela temporada foi vice-campeão da liga Aston Villa . Walker estava agora com 25 anos, e apesar de jogar em um dos clubes mais bem sucedidos da Inglaterra, ele ainda não tinha sido dada a oportunidade de provar a si mesmo nas competições europeias.
No dia de Ano Novo 1992,  o Forest jogado Luton em um jogo da Liga eo jogo chegou nos últimos minutos, com Forest perdendo por 1 a 0. Walker se aventurou para a frente como uma medida de emergência, como os defensores centrais costumam fazer em tais situações, e encontrou-se perseguindo um passe à baliza. Apesar de não ter coragem de terminar conhecido e um recorde de gols para provar isso, Walker disparou um chute forte no telhado da rede para fazer um gol para o  Forest. A multidão eo resto da equipe de Forest ficaram frenética em sua festa de Walker finalmente a marcar um gol. Antes do jogo, uma velha senhora que ligou GEM AM hotline do rádio previsto em uma competição que "Número 4" seria o primeiro goleador para Forest. Ao ouvir isso, o pessoal riu histericamente que ela tinha escolhido Des Walker como o primeiro goleador. Ironicamente, Walker marcou o primeiro gol do Forest, seu único da carreira já em quase 700 apresentações de alto nível para os clubes e seleção. Depois de ter concedido alguns objetivos próprios em seu tempo, talvez tenha sido irônico que seu único objetivo na extremidade direita foi marcado contra o goleiro do Forest, en:Steve Sutton , que foi emprestado ao Luton na época.
Mais tarde naquela temporada , o Florest chegou mais uma final da Taça da Liga, mas perdeu para o Manchester United . Walker, em seguida, viajou com a seleção da Inglaterra para Campeonato Europeu de Futebol de 1992 na Suécia , mas a Inglaterra não conseguiu ir além da fase de grupos.

### Sampdoria
Depois do Euro 1992, ele foi vendido para o time italiano ,a Sampdoria , treinada por Sven-Göran Eriksson , por R $ 1,5 milhão. O ritmo de Walker caiu depois de uma lesão de longa duração e sua carreira na seleção foi interrompida . Ele durou apenas uma temporada na Sampdoria, antes de voltar para a Inglaterra para se juntar Sheffield Wednesday por R $ 2,7 milhões.

### Sheffield Wednesday
Entre 1993 e 2001, Walker fez mais de 300 jogos pelo Sheffield Wednesday com menos de oito tecnicos diferentes. Ele novamente se tornou um favorito dos torcedores e pegou a braçadeira de capitão. Em meio à crescente tensão financeira do Sheffield Wednesday associado com a queda vertiginosa da liga ,Walker foi superior e liberado de seu contrato em 2001.
Em sua primeira temporada, terminou em sétimo na Premier League , mas soprou o que era efectivamente a sua última chance de ir pra seleção, quando se sofre uma pesada derrota às mãos do Manchester United nas semi-finais da Taça da Liga . 1994-95 e 1995-96 trouxe acabamentos , estiveram em perigo agudo do rebaixamento.
1996-97 começou de forma brilhante para o time , que liderou a Premier League no final de agosto. No entanto, eles não foram capazes de manter sua excelente forma, e ficam em sétimo lugar na tabela final não foi ainda suficiente para um lugar na Taça UEFA.
Seu tempo no Sheffield Wednesday trouxe sortes diferentes, embora ele jogou na esmagadora maioria dos jogos do clube após a sua chegada em 1993.
O time terminou na metade inferior da Premier League durante as próximas duas temporadas, antes de finalmente ser relegado em 1999-2000 . Eles evitou um segundo rebaixamento consecutivo em 2000-01 , após isso, Walker deixou Hillsborough após oito anos.

### Retorno ao Forest
Ele brevemente treinou com seu ex-companheiro de Forest Nigel Clough em Burton Albion (onde ele era tecnico) e de um curto período em os EUA jogando para as Novas Metro Stars Iorque em suas 9/11 jogos de benefício contra o DC United . tecnico do florest, Paul Hart ,Walker em seguida, perguntou se poderia treinar com  o Florest, que agora estavam a lutar na segunda divisão do futebol Inglês. Em julho de 2002, Walker assinado com o  Florest em uma base permanente.
Walker fez quase 60 jogos em sua segunda passagem pelo Florest, quase uma década depois que ele  tinha deixado, e, finalmente, deixou o clube 38 anos, com um total de 354 jogos pelo clube - e um gol. seu ultimo jogo para o Florest veio contra o Wigan Athletic no dia 7 de agosto de 2004. 
A partida foi realizada em sua homenagem - isto atraiu milhares de espectadores, mas a controvérsia foi causada quando o jogador foi preso horas depois. Ele se tornou o primeiro treinador da equipe no Forest depois, mas saiu em janeiro de 2005, quando Gary Megson foi nomeado como tecnico.
Des participou do Sevens de Hong Kong, em 2009, e foi visto vestindo uma camisa do Denver Nuggets clube local de futebol do herói en:Tim Cresswell ex-USRC.

## Carreira Internacional
Walker fez a sua estreia pela seleção como um substituto para Tony Adams , em um jogo contra a Seleção da Dinamarca , em 1988. Não demorou muito para Walker entrar na equipe titular na lateral, com a concorrência por vagas defensivos centrais quentes na época - Adams, Terry Butcher e Mark Wright estavam também na disputa.

### Copa do Mundo de 1990
Na Copa do Mundo de 1990 Walker começou todos os sete jogos em que a Inglaterra iria jogar, ganhando reconhecimento internacional, que só foi ofuscada por outra nova estrela jovem em Paul Gascoigne . Jogando em uma defesa de três homens ao lado de Wright e Butcher (Adams não fez o time), Walker ignorou e desfrutou de um excelente torneio, que terminou quando a Inglaterra foi eliminada nos pênaltis pela Alemanha Ocidental nas semifinais.
Walker, posteriormente, tornou-se pivô defensivo da Inglaterra após Butcher decidiu aposentar-se, continuando a apresentar regularmente após Graham Taylor tinha assumido como gerente. Como quase sempre presente durante um período em que a Inglaterra jogou um número relativamente grande de internacionais, Walker se tornou o jogador mais rápido da história a atingir 50 caps, um feito que ele realizou em pouco mais de quatro anos.
A forma de Walker continuou a progredir a nível de clubes, embora ele marcou um gol em 1991 na FA Cup , que soprou as chances do Nottingham Forest da gloria na FA Cup contra o Tottenham Hotspur , e mais uma vez Walker foi roubado da possibilidade de jogar na Europa.
Mas, depois de uma jogada para o lado da Sampdoria , em 1992, Walker foi regularmente jogado fora de posição - muitas vezes em fullback . Como resultado, a forma de Walker para a Seleção da Inglaterra sofreu.

### Copa do Mundo 1994-qualificação
Walker jogou em todos, mas uma das eliminatórias para a Copa do Mundo de 1994 . Em um papel crucial para a Copa do Mundo , a Inglaterra estavam levando 2-1 contra a Seleção da Holanda quando Walker marcando o  holandês Marc Overmars  e cometendo falta dentro da área penal da Inglaterra, com quatro minutos restantes. O penalti foi convertido e a Inglaterra estava enfrentando uma luta para conseguir se classificar para a Copa nos Estados Unidos .
Walker continuou a fazer grandes erros e teve um desempenho muito ruim contra a Polónia , duas vezes concedendo a posse, uma vez penalti levando ao gol da Polônia, e quase presentear Polônia o segundo gol através de uma falha .
Esperanças de qualificação da Inglaterra foram tratados um grande golpe durante uma perda de 0-2 para a Noruega . Walker foi culpado pelo primeiro gol. Após cometer uma falta perto da bandeira Walker começou a discutir com o árbitro, apenas para ser capturado com uma cobrança de falta que foi cruzada para Øyvind Leonhardsen para marcar. Walker também fez outros erros que quase aumentou a vantagem da Noruega. 
Walker foi abandonada por outros qualificadores cruciais, uma vitória por 3-0 sobre a Polônia e uma devastadora perda de 0-2 contra a Holanda. Walker foi incluído no último jogo de Taylor em novembro de 1993. Ele provou ser um dos mais infames, como  a San Marino marcou o gol mais rápido da Copa do Mundo em apenas oito segundos. Inglaterra venceu por 7-1, mas não conseguiu chegar às finais da Euro em 1993 (eles tinham precisava vencer por sete gols claras e esperavam que a Holanda perdesse para a Polônia, mas o holandês ganhou de qualquer maneira para o resultado de Inglaterra era acadêmico). Ele também provou ser o último jogo de Walker para a Inglaterra, embora continuasse a jogar profissionalmente no clube para os próximos 11 anos.
Após a Inglaterra não conseguiu passar para as finais no EUA , a carreira na seleção de Walker terminou com 59 jogos e sem gols.

## Títulos
Nottingham Forest
- Copa da Liga Inglesa: 1988–89, 1989–90
- Full Members Cup: 1988–89, 1991–92
- Torneio do Centenário da Football League: 1988

### Prêmios individuais
- Equipe do Ano PFA da Football League First Division: 1988–89, 1989–90, 1990–91, 1991–92
- Troféu Alan Hardaker: 1990
- Equipe do Século PFA (1977–1996): 2007

## Estatísticas
| Equipe              | Temporada | Liga | Liga | FA Cup | FA Cup | League Cup | League Cup | Outros | Outros | Total | Total |
| Equipe              | Temporada | Apps | Gols | Apps   | Gols   | Apps       | Goas       | Apps   | Goas   | Apps  | Goas  |
| ------------------- | --------- | ---- | ---- | ------ | ------ | ---------- | ---------- | ------ | ------ | ----- | ----- |
| Nottingham Forest   | 1984-85   | 3    | 0    | 0      | 0      | 0          | 0          | 0      | 0      | 3     | 0     |
| Nottingham Forest   | 1985–86   | 37   | 0    | 3      | 0      | 3          | 0          | 0      | 0      | 43    | 0     |
| Nottingham Forest   | 1986–87   | 41   | 0    | 1      | 0      | 6          | 0          | 0      | 0      | 48    | 0     |
| Nottingham Forest   | 1987-88   | 35   | 0    | 5      | 0      | 1          | 0          | 1      | 0      | 42    | 0     |
| Nottingham Forest   | 1988-89   | 34   | 0    | 4      | 0      | 5          | 0          | 3      | 0      | 46    | 0     |
| Nottingham Forest   | 1989–90   | 38   | 0    | 1      | 0      | 10         | 0          | 2      | 0      | 51    | 0     |
| Nottingham Forest   | 1990–91   | 37   | 0    | 10     | 0      | 4          | 0          | 2      | 0      | 53    | 0     |
| Nottingham Forest   | 1991-92   | 32   | 1    | 4      | 0      | 9          | 0          | 7      | 0      | 52    | 1     |
| Nottingham Forest   | Total     | 264  | 1    | 28     | 0      | 40         | 0          | 15     | 0      | 349   | 1     |
| Sampdoria           | 1992-93   | 30   | 0    | 0      | 0      | 0          | 0          | 0      | 0      | 30    | 0     |
| Sampdoria           | Total     | 30   | 0    | 0      | 0      | 0          | 0          | 0      | 0      | 30    | 0     |
| Sheffield Wednesday | 1993-94   | 42   | 0    | 2      | 0      | 5          | 0          | 0      | 0      | 53    | 0     |
| Sheffield Wednesday | 1994-95   | 38   | 0    |        |        |            |            |        |        |       |       |
| Sheffield Wednesday | 1995-96   | 36   | 0    |        |        |            |            |        |        |       |       |
| Sheffield Wednesday | 1996-97   | 36   | 0    |        |        |            |            |        |        |       |       |
| Sheffield Wednesday | 1997–98   | 38   | 0    |        |        |            |            |        |        |       |       |
| Sheffield Wednesday | 1998-99   | 37   | 0    |        |        |            |            |        |        |       |       |
| Sheffield Wednesday | 1997–98   | 37   | 0    |        |        |            |            |        |        |       |       |
| Sheffield Wednesday | 1998-99   | 43   | 0    |        |        |            |            |        |        |       |       |
| Sheffield Wednesday | Total     |      |      |        |        |            |            |        |        |       |       |
| Nottingham Forest   | 2002-03   | 31   | 0    | 0      | 0      | 0          | 0          | 2      | 0      | 33    | 0     |
| Nottingham Forest   | 2003-04   | 25   | 0    | 2      | 0      | 1          | 0          | 0      | 0      | 28    | 0     |
| Nottingham Forest   | 2004-05   | 1    | 0    | 0      | 0      | 0          | 0          | 0      | 0      | 1     | 0     |
| Nottingham Forest   | Total     | 57   | 0    | 2      | 0      | 1          | 0          | 0      | 0      | 60    | 0     |
| Total               | Total     | 660  | 1    | 0      | 0      | 0          | 0          | 0      | 0      | 0     | 0     |